# 対人性愛中心主義
対人性愛中心主義（たいじんせいあいちゅうしんしゅぎ）、または対人性愛規範・対人性愛主義とは、生身の人間へ性的に惹かれるあり方（対人性愛）を「正しい」あるいは「望ましい」セクシュアリティとみなす規範のことである。
フィクトセクシュアルの周縁化を説明するために作られた概念であるが、現在ではアセクシュアルやアロマンティックの人々の間でも使われている。海外での研究や、フィクトセクシュアル研究以外の領域でも議論されている。また、対人性愛中心主義を批判する社会運動も行われている。

## 語源と背景
対人性愛とは、生身の人間に惹かれる性的マジョリティを指す用語である。この言葉は「マンガやアニメなどの二次元の性的創作物を愛好しつつ、生身の人間には性的に惹かれない」人々の立場から草の根的に使われるようになったものである。
対人性愛中心主義はこれを踏まえて作られた造語であり、「二次元の性的創作物が対人性愛よりも価値の劣るものとみなされている状況や、対人性愛を基準とする価値判断が当然視されがちな状況への批判」を提起する概念である。
対人性愛中心主義は異性愛規範やシス規範と密接に結びついている。また、アセクシュアル研究における強制的性愛（compulsory sexuality）や対物性愛研究における人間性愛規範（humanonormativity）とも関連している。さらに対人性愛中心主義には恋愛伴侶規範的な側面がある。

## 学術研究

### クィア・スタディーズ
対人性愛中心主義については、松浦優によるクィア理論的な研究がなされている。松浦によれば、対人性愛中心主義は、「異性愛／同性愛」という区分以外の仕方でセクシュアリティを分節化する可能性を抹消するものであり、その意味で同性愛の排除の前提である。そのため異性愛規範は、性別二元論と対人性愛中心主義の結びついたものだと位置づけられている。
さらに松浦によれば、対人性愛中心主義はトランスフォビアと同じ構造に根差している。対人性愛中心主義は、二次元キャラクターと生身の人間との存在論な違いを無意味化し、二次元キャラクターを単なる人間の表象とみなす固定観念を助長する。このような固定観念は、ジェンダーを「解剖学的」な身体によって基礎づけようとする生物学的本質主義であり、トランスジェンダーを排除する発想とつながっているのである。
クィア理論的には、対人性愛中心主義はミシェル・フーコーの「セクシュアリティの装置」概念の発展したものに相当する。さらに対人性愛中心主義は、ジュディス・バトラーの言う「〈字義どおり化〉という幻想」を構成する要素であるほか、カレン・バラッドの言う「表象主義」の一例でもある。
フェミニスト／クィア研究者の藤高和輝は、対人性愛中心主義批判の理論は「規範的社会によって傷ついた人々を癒し世界を異化する実践」になっているとして、松浦の理論を高く評価している。

### オタク論およびマンガ研究
松浦が整理しているように、オタク論やマンガ研究の領域では、対人性愛中心主義を相対化する議論の系譜が存在する。また、筒井晴香による「推し」の研究では、「推す」ことがもたらす家父長制的性愛規範の攪乱の可能性として、非‐対人性愛の可能性が挙げられている。

### 性表現規制に関する法学研究
わいせつ規制について研究では、二次元の性的創作物を「現実の人の性器・性行為の公然化と同じ論理で「わいせつ」物として規制を行うことは、二次元の性的表現を無条件に現実の生身の身体の表象とみなし、二次元の性的表現が現実の人との性交欲を興奮又は刺激せしめるものと解釈することを意味」してしまうと懸念されている。
同様に児童ポルノ規制に関する研究でも、「児童ポルノ」規制の一環として二次元の性的創作物を規制することは、「人間と二次元キャラクターとの存在論的差異がいかなる意味も持たない、という暗黙の決めつけ」をしている点で、対人性愛を基準とした倫理的判断に陥っていると批判されている。
松浦はこうした論点について、対人性愛中心主義こそが「二次元の性的創作物のキャラクターを「字義どおり」の人間と同一視させることによって、二次元の性的創作物が三次元の人間に対する性的欲望を再生産することを可能ならしめる」原因なのだと指摘し、「萌え絵問題」ではなく「対人性愛問題」と捉えるべきだと論じている

### 親密性や家族に関する研究
AIやロボットやペットなどの非‐人間との親密関係を、人間同士の関係よりも劣っているものとみなす考え方が、対人性愛中心主義的だという可能性が議論されている。

## 対人性愛中心主義批判の運動
対人性愛中心主義を批判している団体として、台湾のフィクトセクシュアル運動組織「台湾Fセク集散地（台灣紙性戀集散地）」がある。台湾Fセク集散地は、フェミニズム系書店やアセクシュアル活動団体と連帯しながら、フィクトセクシュアル・アクティヴィズムを行っている。また、マンガやアニメなど二次元の性的創作物への規制に対抗する運動も、対人性愛中心主義的な法制度に対する批判の運動という側面があると指摘されている。
対人性愛中心主義批判の議論や運動は、フェミニズムやLGBTQとの連帯を志向しつつ、同時にフェミニズムやクィアの内部にある対人性愛中心主義にも批判を提起している。たとえば松浦が批判するように、二次元美少女の性的創作物を性的対象化とみなすフェミニズム的な表象批判では、「二次元か三次元か」の区別は関係がないとされてきたが、このような見方は二次元に対する非対人性愛の存在を抹消している。また松浦は、フェミニズム的な萌え絵批判がヒューマノジェンダリズムと呼ばれる問題含みなジェンダー本質主義を前提としていることを批判し、萌え絵批判とトランスフォビアが構造的に結びついていると指摘している。